# Gustav von Nasacken
Gustav von Nasacken, ursprünglich Nasackin (* 6. März 1801 in Werbel, Estland; † 30. Dezember 1876 in Dresden, Königreich Sachsen), war ein russischer Generalmajor.

## Leben und Wirken
Er war Sohn des in Estland ansässigen Gutsbesitzers Reinhold von Nasacken und dessen Ehefrau Sophie von Nasacken geborene von Tiesenhausen. Er trat in die kaiserlich-russische Armee ein, aus der er im Rang eines Generalmajors in die Reserve entlassen wurde. Nach dem Tod des Vaters übernahm er dessen Besitzungen in Estland, darunter auch das Gut Wallkül (Estnisch: Valkla mõis). Er starb im sächsischen Dresden in seiner Wohnung in der Amalienstraße.

## Familie
Er war zweimal verheiratet, zuerst seit 28. Januar 1834 mit Elise geb. Baroness Clossen († 1846) und in zweiter Ehe mit Caroline geb. von Straadmann (* 1809). Hermann von Baer ist sein Schwiegervater.